# AbbVie
AbbVie Inc. — американська фармацевтична компанія, що спеціалізується на препаратах для лікування аутоімунних захворювань. Посідає 6 місце в списку найбільших біомедичних компаній за доходом. Основним продуктом компанії є Humira (адалімумаб).

## Історія
19 жовтня 2011 р. Abbott Laboratories оголосила про свій план поділу на дві публічні компанії та виділення свого науково-дослідного підрозділу фармацевтичних виробників.  Компанія Abbvie була створена 10 квітня 2012 року, а відокремлення почало діяти 1 січня 2013 року, а вже 2 січня 2013 року компанія AbbVie була офіційно зареєстрована на Нью-Йоркській фондовій біржі (ABBV).
У березні 2020 року, під час пандемії COVID-19, уряд Ізраїлю оголосив, що змусить AbbVie ліцензувати свої патенти на Kaletra, торгову марку лопінавіру/ритонавіру, комбінованого препарату з фіксованою дозою для лікування та профілактики ВІЛ/СНІДу, котрий вважалося помічний для боротьби з COVID-19. У відповідь компанія AbbVie оголосила, що повністю припинить захист своїх патентів на препарат.
У січні 2014 року AbbVie поглинула компанію ImmuVen[джерело?].
У 2016 році компанія придбала Stemcentrx за 9,8 мільярда доларів.
25 червня 2019 року компанія AbbVie оголосила про придбання ірландської компанії Allergan plc приблизно за 63 мільярди доларів США.
У липні 2019 року компанія оголосила, що придбає Mavupharma, розширивши виробництво ліків від раку.
У травні 2021 року компанія Allergan Aesthetics оголосила про придбання Soliton. У червні Abbvie придбала TeneoOne і його свинцеву сполуку TNB-383B. Сполука є імунотерапевтичним засобом, націленим на BCMA, для рецидивної або резистентної множинної мієломи.

## Критика
Компанію звинувачують у завищенні цін на препарати, зокрема на Humira більш ніж на 470 %, що призвело до здорожчання інших протиракових препаратів.
У 2018 році компанія AbbVie погодилася заплатити 25 мільйонів доларів, щоб загладити звинувачення в тому, що вона використовувала схеми відкатів для просування свого препарату від холестерину Tricor.
У 2020 році AbbVie заплатила 24 мільйони доларів через звинувачення у використанні схеми відкотів для просування свого препарату від ревматоїдного артриту Humira за допомогою медсестер.

### Маркетинг опіоїдних болезаспокійливих
У липні 2022 року компанія виплатила 2,37 мільярда доларів для врегулювання судових позовів США проти свого підрозділу Allergan щодо маркетингу опіоїдних знеболювальних. У рамках врегулювання AbbVie заперечувала будь-які правопорушення. Акції компанії впали на 6 % після звіту про прибутки, який включав витрати на штраф.